# Чемпіонат України з легкої атлетики 2021
Чемпіонат України з легкої атлетики 2021 серед дорослих був проведений 18—20 червня в Луцьку на стадіоні «Авангард».
Крім основного чемпіонату в Луцьку, протягом року в різних населених пунктах України також були проведені чемпіонати України в окремих дисциплінах легкої атлетики серед спортсменів дорослої вікової категорії.

## Хроніка основного чемпіонату

### День 1
Стрибки Марини Килипко, вихованки Віктора Шевцова, стали справжньою окрасою першого дня змагань. Килипко з першої спроби подолала 4,40, на 4,50 і 4,60 вона витратила три й дві спроби відповідно, а далі була висота національного рекорду України (4,70), яку Марина подолала з першого разу. Попередній рекорд Килипко дорівнював 4,65 м і був встановлений 2016 року. Побивши національний рекорд, Килипко також виконала олімпійський норматив і виграла золото чемпіонату України, й тим самим забезпечила собі місце в олімпійській команді.
У секторі для метання молота прогнозовано перемогла Ірина Климець, яка поступово повертається в сектор після операції. З кожною результативною спробою в Луцьку вона лише додавала і зрештою в шостій відправила молот на 69,00, близько чотирьох метрів вигравши в Альони Шуть (65,32). Ірина Новожилова завоювала бронзу.
У змаганнях з метання молота серед чоловіків конкуренцію українцям склав дворазовий чемпіон світу, дворазовий призер Олімпійських ігор білорус Іван Тіхон. Він з результатом 76,63 став другим, випередивши Михайла Гаврилюка (75,11). А переміг Михайло Кохан. Він почав змагання з результату 76,71, а вже в другій спробі встановив новий особистий рекорд, вперше в кар'єрі відправивши молот за позначку 78 метрів — 78,61 (дев'ятий рядок світового топ-листа сезону). Від подальших спроб учень і син Сергія Кохана вирішив відмовитися.
Ігор Мусієнко й Ольга Голодна виграли змагання зі штовхання ядра (19,15 та 17,14 відповідно).
Ганна Чубковцова стала чемпіонкою України з бігу на 100 метрів з бар'єрами (13,56), на вісім сотих секунди випередивши Анну Плотіцину. 110 метрів з бар'єрами виграв Богдан Чорномаз (14,19).
Вікторія Ратнікова (11,67) і Олександр Соколов (10,45) найшвидше подолали 100 метрів.
У перший день чемпіонату України також відбувалися кваліфікації. До сектора для стрибків у висоту повернувся бронзовий призер Олімпійських ігор, чемпіон світу і Європи Богдан Бондаренко. Для виходу у фінал атлетам вистачило стрибка на 2,10. З цим завданням Богдан упорався на відмінно. Як і призер чемпіонату світу в приміщенні та чемпіонату Європи, лідер українського сезону Андрій Проценко та призер юнацьких Олімпійських ігор Олег Дорощук.
Марина Бех-Романчук впевнено подолала кваліфікацію зі стрибків в довжину, вже у першій спробі приземлившись на позначці 6,53. Владислав Мазур виграв кваліфікацію серед чоловіків (7,60 м).
Анна Рижикова у першому колі з бігу на 400 метрів показала найкращий час — 52,17.

### День 2
Вечірня програма другого дня була насичена фіналами, й уже на початку в сектор вийшли чоловіки, щоб визначити, хто на сьогодні найсильніший зі стрибків у висоту. Лідер українського сезону Андрій Проценко підтвердив свій рівень і переміг, ставши єдиним, кому підкорилися 2,26. Після цього учень Геннадія Зуєва зробив спробу на 2,31, які в разі успіху стали б його найкращим результатом сезону. Проте з першої спроби планка не підкорилася й Андрій вирішив далі не стрибати. Дуже близьким до подолання 2,26 був і Богдан Бондаренко, який повернувся в сектор після дворічної перерви. Чемпіонат України став для нього першим стартом після Європейських ігор у Мінську. Планка впала в останній момент, коли вже здавалося, що висоту подолано. І це коштувало Богдану медалі. Учень і син Віктора Бондаренка четвертий (2,20). Срібло й бронзу розіграли учні Геннадія Здітовецького Дмитро Яковенко й Олег Дорощук. Обоє стрибнули на 2,23, але за спробами Яковенко був вище.
Змагання зі стрибків у висоту серед жінок почалися з неприємного. Катерина Табашник після першої ж спроби на 1,65 була змушена відмовитися від подальшої участі через травму стопи. Натомість решта лідерок впевнено боролися на висотах 1,90 й вище. Юлія Левченко й Оксана Окунєва подолали 1,94. Для обох цей результат став найкращим у сезоні, але Окунєва зробила це з першої спроби й виграла бронзу. Левченко подолала висоту з другої і посіла четверте місце. В той ж час Ірина Геращенко і Ярослава Магучіх впевнено подолали 1,96, Магучіх також стрибнула на 1,98, ну а боротьба за золото розгорнулася на висоті 2.00 метри. Магучіх подолала ї їх з першого разу, Геращенко поки що з цією висотою не впоралася. Вихованка Ірини Пустовойт — срібна медалістка. Магучіх у статусі чемпіонки України виконала три спроби на 2,05, але невелика кількість стартів (а для учениці Тетяни Степанової чемпіонат України був лише другим турніром нинішнього сезону), певно, все ж зіграла свою роль і поки що планка не встояла.
Анна Рижикова, яка вже має норматив на дистанції 400 метрів з бар'єрами, виконала його і на гладкій 400-метрівці. На старт учениця Володимира Кравченка виходила з наміром поліпшити особистий рекорд і, зрештою, зробила це надупевнено — 51,21. 10 червня на етапі «Діамантової ліги» у Флоренції Рижикова встановила особистий рекорд на своїй коронній 400-метрівці з бар'єрами (54,19). З 52 секунд також вибігла Катерина Климюк. На фінішній прямій вона випередила Аліну Логвиненко й виграла срібло (51,89). Логвиненко замкнула трійку призерок (52,60). У змаганнях серед чоловіків чемпіоном України з бігу на 400 метрів став Олександр Погорілко. Учень Олега Білодіда й Світлани Корж у фіналі встановив особистий рекорд — 46,19. Срібло також з найкращим результатом у кар'єрі виграв Микита Барабанов (46,86). У восьми сотих секунди позаду Данило Даниленко. У нього бронза.
Лише три сантиметри розділили чемпіона України й срібного призера зі стрибків в довжину. Владислав Мазур виграв з результатом 7,94. Сергій Никифоров другий (7,91). У змаганнях серед жінок поза конкуренцією була Марина Бех-Романчук. Учениця Вадима Крушинського перемогла з результатом 6,76.
Микита Нестеренко третій старт поспіль продемострував стабільні результати, при цьому поступово додав і наближився до олімпійського нормативу з метання диска. Змагання в Луцьку він почав з 64,29, після чого виконав досить далеку спробу, але з заступом. Зрештою, Нестеренко переміг з 64,91, всього в 1,09 м від нормативу. Срібло з особистим рекордом виграв Руслан Валітов (59,32). У змаганнях з метання диска серед жінок перемогла Наталія Семенова (56,84).
На дистанції 1500 метрів Анна Міщенко всю дистанцію бігла слідом за Орисею Дем'янюк. Атлетки далеко відірвалися від решти суперниць і між собою розігрували золото. На заключному колі Міщенко зробила кілька спроб, щоб обігнати Дем'янюк, але Орися все ж зуміла зберегти лідерство до самого фінішу. У чоловіків Юрій Кіщенко в чудовому стилі фінішував першим, пробігши 1500 метрів за 3.46,51. Олег Каяфа був у восьми десятих позаду. Владислав Коваленко замкнув першу трійку.
Вже вкотре Наталія Стребкова в гордій самотності долала дистанцію 3000 метрів з перешкодами. Змагаючись лише з перешкодами й секундами, вона перемогла й майже хвилину виграла у срібної медалістки Вікторії Дуткевич — 9.39,08 та 10.35,87. Серед чоловіків переміг Роман Ростикус (9.08,20).
Іван Єрьомін став чемпіоном України зі стрибків з жердиною (5,40).

### День 3
У заключний, третій день чемпіонату приємно вразили переможці з бігу на 400 метрів з бар'єрами. Вікторія Ткачук знову не мала конкуренції на доріжці, проте перемогла, повторивши особистий рекорд — 54,60. На чоловічій 400-метрівці з бар'єрами українці не показували результати з 50 секунд ще з часів виступів Станіслава Мельникова. Шість років нікому не вдавалося цього зробити, аж до фіналу-2021. Дмитро Романюк з Денисом Нечипоренком бігли нога в ногу, але на фінішній прямій рівнянин почав вириватися вперед і зрештою переміг. Час вихованця Володимира Подолянка й Ірини Нечипорук — 49,90. Денис Нечипоренко другий — 50,77.
Світлана Жульжик (2.05,70) і Євген Гуцол (1.47,83) виграли 800 метрів. Сергій Смелик (20,94) і Наталія Юрчук (24,11) найшвидше подолали 200 метрів.
Анна Міщенко вперше в кар'єрі пробігла дистанцію 5000 метрів і до срібла на «півторашці» додала ще одне на «п'ятірці» (16.47,14). Перемогла Олеся Дідоводюк (16.38,13). А в змаганнях чоловіків «золото» у Василя Коваля (14.04,60).
Ганна Гацько (57,10) й Олександр Ничипорчук (73,78) стали чемпіонами України з метання списа, а Тетяна Пташкіна (13,65) і Владислав Шепелєв (16,29) — з потрійного стрибка.

## Призери основного чемпіонату

### Чоловіки
| Дисципліни                | Золото                                                                               | Золото      | Срібло                                                                         | Срібло      | Бронза                                                                                  | Бронза     |
| ------------------------- | ------------------------------------------------------------------------------------ | ----------- | ------------------------------------------------------------------------------ | ----------- | --------------------------------------------------------------------------------------- | ---------- |
| 100 метрів                | Олександр Соколов Миколаївська область                                               | 10,45 SB    | Андрій Васильєв Запорізька область                                             | 10,51 PB    | Станіслав Коваленко Дніпропетровська область                                            | 10,52      |
| 200 метрів                | Сергій Смелик Донецька область                                                       | 20,94       | Ерік Костриця Волинська область                                                | 21,08       | Дмитро Гладкий Київ                                                                     | 21,50      |
| 400 метрів                | Олександр Погорілко Сумська область                                                  | 46,19 PB    | Микита Барабанов Запорізька область                                            | 46,86       | Данило Даниленко Волинська область                                                      | 46,94 SB   |
| 800 метрів                | Євген Гуцол Волинська область                                                        | 1.47,83     | Владислав Фінчук Київ                                                          | 1.48,03     | Євген Кузнєцов Дніпропетровська область                                                 | 1.48,94 PB |
| 1500 метрів               | Юрій Кіщенко Київ                                                                    | 3.46,51 SB  | Олег Каяфа Київська область                                                    | 3.47,31 SB  | Владислав Коваленко Донецька область                                                    | 3.47,98 SB |
| 5000 метрів               | Василь Коваль Житомирська область                                                    | 14.04,60 SB | Іван Стребков Тернопільська область                                            | 14.11,06 SB | Ігор Порозов Київська область                                                           | 14.22,78   |
| 110 метрів з бар'єрами    | Богдан Чорномаз Київ                                                                 | 14,19 SB    | Артем Шаматрин Київ                                                            | 14,25 SB    | Віктор Солянов Київ                                                                     | 14,26 SB   |
| 400 метрів з бар'єрами    | Дмитро Романюк Рівненська область                                                    | 49,90 PB    | Денис Нечипоренко Черкаська область                                            | 50,77 SB    | Ростислав Голубович Черкаська область                                                   | 52,98 PB   |
| 3000 метрів з перешкодами | Роман Ростикус Львівська область                                                     | 9.08,20     | Василь Коваль Житомирська область                                              | 9.11,97     | Владислав Кавецький Київ                                                                | 9.34,06    |
| 4×100 метрів              | Чернівецька областьДавид Яновський Максим Кузін Олександр Помогаєв Максим Маковійчук | 41,14       | КиївВасиль Макух Данило Шаматрин Владислав Чепурний Артем Шаматрин             | 41,62       | Харківська областьОлексій Овчаренко Руслан Малогловець Віктор Голубєв Ярослав Ісаченков | 41,95      |
| 4×400 метрів              | Сумська областьЄвген Швець Андрій Нечипоренко Ярослав Демченко Олександр Погорілко   | 3.12,52     | Рівненська областьВладислав Новак Ярослав Голуб Олексій Годунко Роман Долгушин | 3.17,22     | Львівська областьДенис Баранов Юрій Васічкін Олександр Охрімчук Микита Родченков        | 3.17,62    |
| Стрибки у висоту          | Андрій Проценко Херсонська область                                                   | 2,26        | Дмитро Яковенко Кіровоградська область                                         | 2,23 =SB    | Олег Дорощук Кіровоградська область                                                     | 2,23 =PB   |
| Стрибки з жердиною        | Іван Єрьомін Дніпропетровська область                                                | 5,40        | Кирило Кіру Вінницька область                                                  | 5,20 SB     | Олександр Онуфрієв Дніпропетровська область                                             | 5,10       |
| Стрибки в довжину         | Владислав Мазур Житомирська область                                                  | 7,94        | Сергій Никифоров Київська область                                              | 7,91 SB     | Ярослав Ісаченков Харківська область                                                    | 7,66 SB    |
| Потрійний стрибок         | Владислав Шепелєв Одеська область                                                    | 16,29 PB    | Максим Ваняікін Запорізька область                                             | 16,19       | Артем Коноваленко Запорізька область                                                    | 15,65 SB   |
| Штовхання ядра            | Ігор Мусієнко Сумська область                                                        | 19,15       | Роман Кокошко Одеська область                                                  | 18,68       | Віктор Самолюк Київська область                                                         | 18,36 SB   |
| Метання диска             | Микита Нестеренко Дніпропетровська область                                           | 64,91 SB    | Руслан Валітов Дніпропетровська область                                        | 59,32 PB    | Віталій Римарук Львівська область                                                       | 47,74 SB   |
| Метання молота            | Михайло Кохан Дніпропетровська область                                               | 78,61 PB    | Іван Тихон Білорусь                                                            | 76,63 SB    | Михайло Гаврилюк Івано-Франківська область                                              | 75,11      |
| Метання списа             | Олександр Ничипорчук Київ                                                            | 73,78       | Микола Калюш Рівненська область                                                | 66,32       | Борис Галушко Волинська область                                                         | 52,67 PB   |

### Жінки
| Дисципліни                | Золото                                                                         | Золото      | Срібло                                                                               | Срібло      | Бронза                                                                          | Бронза      |
| ------------------------- | ------------------------------------------------------------------------------ | ----------- | ------------------------------------------------------------------------------------ | ----------- | ------------------------------------------------------------------------------- | ----------- |
| 100 метрів                | Вікторія Ратнікова Запорізька область                                          | 11,67       | Єва Подгородецька Харківська область                                                 | 12,04       | Ганна Чубковцова Київ                                                           | 12,05       |
| 200 метрів                | Наталія Юрчук Київ                                                             | 24,11 PB    | Вікторія Ратнікова Запорізька область                                                | 24,17       | Олена Радюк-Кючук Донецька область                                              | 24,57 SB    |
| 400 метрів                | Анна Рижикова Дніпропетровська область                                         | 51,21 PB    | Катерина Климюк Запорізька область                                                   | 51,89 SB    | Аліна Логвиненко Донецька область                                               | 52,60       |
| 800 метрів                | Світлана Жульжик Рівненська область                                            | 2.05,70     | Анастасія Рємєнь Запорізька область                                                  | 2.06,34     | Тетяна Петлюк Київ                                                              | 2.06,90     |
| 1500 метрів               | Орися Дем'янюк Львівська область                                               | 4.17,50     | Анна Міщенко Харківська область                                                      | 4.18,02 SB  | Анастасія Прокудіна Херсонська область                                          | 4.31,77 SB  |
| 5000 метрів               | Олеся Дідоводюк Івано-Франківська область                                      | 16.38,13 SB | Анна Міщенко Харківська область                                                      | 16.47,14 PB | Марина Немченко Донецька область                                                | 17.06,12 SB |
| 100 метрів з бар'єрами    | Ганна Чубковцова Київ                                                          | 13,56 SB    | Анна Плотіцина Київська область                                                      | 13,64       | Наталія Юрчук Київ                                                              | 13,69       |
| 400 метрів з бар'єрами    | Вікторія Ткачук Донецька область                                               | 54,60 =PB   | Марія Миколенко Донецька область                                                     | 57,29 SB    | Тетяна Безшийко Черкаська область                                               | 58,91       |
| 3000 метрів з перешкодами | Наталія Стребкова Тернопільська область                                        | 9.39,08 SB  | Вікторія Дуткевич Львівська область                                                  | 10.35,87 PB | Ганна Жмурко Чернігівська область                                               | 10.44,74 SB |
| 4×100 метрів              | КиївМарія Мокрова Іванна Аврамчук Наталія Юрчук Ганна Чубковцова               | 46,70       | Харківська областьІрина Нерубальщик Ірина Бутенко Жанна Ярушевська Єва Подгородецька | 47,29       | Сумська областьАнна Мельник Аліна Богданова Анна Цибульник Дарина Маслюк        | 47,71       |
| 4×400 метрів              | Львівська областьЮлія Григор'єва Орися Дем'янюк Уляна Рачинська Мар'яна Шостак | 3.50,19     | Сумська областьАнна Мельник Євгенія Мучарова Дарина Маслюк Анна Цибульник            | 3.50,76     | Житомирська областьОлександра Руденко Марина Чорна Дар'я Жданюк Матвієнко Аліса | 4.02,29     |
| Стрибки у висоту          | Ярослава Магучіх Дніпропетровська область                                      | 2,00 SB     | Ірина Геращенко Київ                                                                 | 1,96 =SB    | Оксана Окунєва Миколаївська область                                             | 1,94 SB     |
| Стрибки з жердиною        | Марина Килипко Харківська область                                              | 4,70 NR     | Яна Гладійчук Київ                                                                   | 4,30        | Юлія Козуб Миколаївська область                                                 | 4,20 PB     |
| Стрибки в довжину         | Марина Бех-Романчук Хмельницька область                                        | 6,76        | Ірина Нерубальщик Харківська область                                                 | 6,46        | Оксана Мартинова Харківська область                                             | 6,35        |
| Потрійний стрибок         | Тетяна Пташкіна Луганська область                                              | 13,65 SB    | Марія Сіней Київ                                                                     | 13,49 PB    | Інна Сидоренко Дніпропетровська область                                         | 13,10       |
| Штовхання ядра            | Ольга Голодна Київська область                                                 | 17,14       | Тетяна Кравченко Київська область                                                    | 15,22       | Світлана Марусенко Черкаська область                                            | 14,66       |
| Метання диска             | Наталія Семенова Донецька область                                              | 56,84       | Дар'я Гаркуша Дніпропетровська область                                               | 47,31       | Валерія Дейкун Херсонська область                                               | 45,97       |
| Метання молота            | Ірина Климець Волинська область                                                | 69,00       | Альона Шуть Дніпропетровська область                                                 | 65,32       | Ірина Новожилова Херсонська область                                             | 60,84 SB    |
| Метання списа             | Ганна Гацько Запорізька область                                                | 57,10       | Тетяна Ничипорчук Київ                                                               | 55,50       | Аліна Шух Київська область                                                      | 53,53       |

## Окремі чемпіонати

### Стадіонні дисципліни
- Зимовий чемпіонат України з легкоатлетичних метань 2021 був проведений 23—25 лютого в Луцьку на новому сертифікованому секторі Луцького національного технічного університету[4].

У перший день змагань були розіграні медалі з метання молота. Участь у чемпіонаті не брали кілька лідерів збірної — Михайло Кохан (через індивідульний план підготовки до Олімпіади), Ірина Климець (через травму) та Ірина Новожилова. Та навіть попри це боротьба обіцяла бути запеклою. У чоловічому секторі очікували на дуель Сергія Перевознікова й Гліба Піскунова. Піскунов 6 лютого на змаганнях у Молдові виконав олімпійський норматив у Токіо (77,72 м). Але на легку прогулянку в Луцьку дарма було й розраховувати. Вже у другій спробі Перевозніков відправив молот на 68,23 м. Піскунов поступово підбирався до цього результату, але перевершити його так і не зміг. У нього срібло (67,83 м). У змаганнях жінок упевнену перемогу відсвяткувала Альона Шуть, відома вболівальникам під дошлюбним прізвищем Шамотіна. Для того, щоб виграти золото, їй вистачило 63,85 м.
У другий день змагань медалі розіграли дискоболи. Статус фаворитів підтвердили Микита Нестеренко й Наталія Семенова. Нестеренко у найкращій зі спроб відправив диск на 59,49 м, а Семенова перемогла з результатом 53,41 м. Руслан Валітов, який виступав у свій день народження, зробив собі подарунок у вигляді срібної медалі (52,14 м).
У заключний день настала черга метальників списа. Рекордсменка України з метання списа Ганна Гацько у четвертій спробі метнула спис на 61,20 м. Цей результат став другим у світовому топ-листі сезону та найкращим для Ганни за останні п'ять років. Востаннє далі 61 метра вона метала ще у 2016 — тоді її найкращим показником були 62,02 м. У змаганнях серед чоловіків статус фаворита підтвердив учень Миколи й Руслана Гурневичів Олександр Ничипорчук, який впевнено переміг, метнувши спис майже на сім метрів далі, ніж його найближчий суперник. Найкращою у Ничипорчука була перша спроба (76,29 м), а дві заключні він не виконував.
- Чемпіонат України з бігу на 10 000 метрів 2021 був проведений 24 квітня в Черкасах на «Черкаси-Арені». Змагання були основним відбірковим стартом на Кубок Європи[8][9].
- Чемпіонат України з легкоатлетичних багатоборств 2021 був проведений 17—18 червня в Луцьку на стадіоні «Авангард».

#### Чоловіки
| Дисципліни               | Золото                                     | Золото      | Срібло                                  | Срібло      | Бронза                            | Бронза      |
| ------------------------ | ------------------------------------------ | ----------- | --------------------------------------- | ----------- | --------------------------------- | ----------- |
| Метання диска (зимовий)  | Микита Нестеренко Дніпропетровська область | 59,49 SB    | Руслан Валітов Дніпропетровська область | 52,14 SB    | Іван Поваляшко Сумська область    | 48,38 SB    |
| Метання молота (зимовий) | Сергій Перевозніков Закарпатська область   | 68,23       | Гліб Піскунов Херсонська область        | 67,83       | Петро Вівчарук Рівненська область | 57,64       |
| Метання списа (зимовий)  | Олександр Ничипорчук Київ                  | 76,29 SB    | Дмитро Шеремет Львівська область        | 69,36 SB    | Микола Калюш Рівненська область   | 68,01 SB    |
| 10000 метрів             | Іван Стребков Тернопільська область        | 28.55,48 PB | Роман Романенко Київська область        | 28.58,52 SB | Ігор Порозов Київська область     | 29.00,86 PB |
| Десятиборство            | Вадим Адамчук Вінницька область            | 7522        | Василь Іваницький Львівська область     | 6683        | Артур Суюнов Запорізька область   | 6523        |

#### Жінки
| Дисципліни               | Золото                               | Золото      | Срібло                             | Срібло      | Бронза                                 | Бронза   |
| ------------------------ | ------------------------------------ | ----------- | ---------------------------------- | ----------- | -------------------------------------- | -------- |
| Метання диска (зимовий)  | Наталія Семенова Донецька область    | 53,41 SB    | Ольга Палій Черкаська область      | 26,27 SB    | не вручалась                           |          |
| Метання молота (зимовий) | Альона Шуть Дніпропетровська область | 63,85 SB    | Римма Філімошкіна Донецька область | 61,52 SB    | Юлія Кисильова Херсонська область      | 56,31 SB |
| Метання списа (зимовий)  | Ганна Гацько Запорізька область      | 61,20 SB    | Тетяна Ничипорчук Київ             | 55,80 SB    | Тамара Євдокимова Львівська область    | 44,40 SB |
| 10000 метрів             | Валерія Зіненко Київська область     | 32.19,54 PB | Євгенія Прокоф'єва Київ            | 32.46,95 PB | Ольга Скрипак Київ                     | 33.18,06 |
| Семиборство              | Ганна Касьянова Запорізька область   | 5952        | Юлія Лобан Чернігівська область    | 5938        | Ірина Рофе-Бекетова Харківська область | 5672     |

### Шосейна спортивна ходьба
- Зимовий чемпіонат України зі спортивної ходьби 2021 був проведений 20 березня в Луцьку на сертифікованій трасі (довжина кола — 1 км), прокладеній проспектом Волі зі стартом/фінішем біля Волинського національного університету імені Лесі Українки. Змагання стали основним відбірковим стартом на командний чемпіонат Європи зі спортивної ходьби. На трасі в Луцьку скороходи й скороходки також мали змогу виконувати олімпійські нормативи[10].

20 км (жінки). Однією з тих, хто боровся не лише за якомога вище місце на чемпіонаті України, а й за олімпійський норматив, була Ганна Шевчук. Ще минулої осені старший тренер збірної зі спортивної ходьби Денис Тобіас говорив про те, що Ганна перебуває у чудовій формі і ті тренування, які вона проводить, та результати, які на них показує, свідчать про те, що вона має всі шанси поповнити компанію українок, які боротимуться за місце в олімпійській команді. Нагадаємо, що до зимового чемпіонату України нормативи були в п'яти українок: Марії Сахарук (1:28.47), Олени Собчук (1:29.12), Людмили Оляновської (1:29.13), Інни Кашиної (1:29.30) і Надії Боровської (1:29.57). Всі вони, крім Інни Кашиної, яка відновлюється після народження доньки й планує повернутися до змагань на літньому чемпіонаті України, стартували в Луцьку. Оляновська, Собчук, Сахарук, Боровська й Шевчук тривалий час трималися тісною групою, але поступово вона почала розриватися. Марія Сахарук вирвалася вперед, але потрапила в зону пітлейн і втратила дві хвилини часу. Надія Боровська почала трішки відставати від суперниць, а Ганна Шевчук натомість лише нарощувала швидкість і, вийшовши в лідери, вже нікому не поступилася цією позицією. А до золота чемпіонату України таки додала олімпійський норматив. Людмила Оляновська, як і Марія Сахарук, два тижні тому стартувала в Анталії. Там вона фінішувала слідом за Марією. В Луцьку теж стала другою. Попри те, що на заключному кілометрі дистанції Людмилі стало зле, вона вкотре продемонструвала й характер, і силу волі, й зуміла втримати другу позицію. Олена Собчук, за яку вже традиційно на домашній трасі прийшли вболівати родичі й синочок Миколка, виграла бронзову медаль.
20 км (чоловіки). Не менш драматичною була боротьба й на чоловічій «двадцятці». Віктор Шумік і Назар Коваленко вже неодноразово підбиралися до олімпійських нормативів, але виконати їх поки що так і не змогли. Шумік на домашній трасі вирвався вперед, залишивши позаду групу переслідувачів з Івана Лосева, Едуарда Забуженка й Назара Коваленко, проте жага до перемоги й високого результату цього разу зіграли проти атлета. Судді побачили в його ходьбі порушення правил (фазу польоту) і після трьох записок завели його на двохвилинний пітлейн. Цим скористався Коваленко, вийшов в лідери, проте і його спіткала така ж доля за порушення того самого правила. Зрештою, за перемогу боролися Забуженко й Лосев. Обидва 6 березня змагалися на відкритому чемпіонаті Туреччини. Тоді швидшим за українців був лише турок Саліх Коркмаз. Едуард став другим і показав другий результат за всю історію української спортивної ходьби на дистанції 20 км. А Іван Лосев в Анталії виконав олімпійський норматив і фінішував третім. В Луцьку учень Анатолія Соломіна знову був попереду. Цього разу Забуженко вже виграв золото. А Лосев піднявся на другу сходинку п'єдесталу. Назар Коваленко попри двохвилинний пітлейн фінішував третім, залишивши позаду Георгія Шейка з Казахстану (чемпіонат України носив статус «відкритого», що дозволяло на ньому стартувати атлетам з інших країн) і Віктора Шуміка.
35 км (жінки). Дистанція 35 кілометрів на відміну від «двадцятки», здавалося б, не повинна була піднести сюрпризів. У жінок відвертою фавориткою була Христина Юдкіна, а у чоловіків за золото мали б поборотися Іван Банзерук та Ігор Главан. Та не все сталося, як гадалося. Під час розминки Юдкіна відчула дискомфорт у м'язах задньої поверхні стегна і спільно з тренером і лікарями ухвалила рішення відмовитися від участі в змаганнях. Нагадаємо, що Юдкіна виграла чемпіонат України-2020 зі спортивної ходьби, який у жовтні приймав Івано-Франківськ, і тим самим забезпечила собі участь у командному чемпіонаті Європи. Після того, як з дистанції зійшла ще й Людмила Шелест, одноосібною фавориткою змагань стала Тамара Гаврилюк. Минулого року Тамара вперше в кар'єрі пройшла 50 км, а в Луцьку впевнено перемогла на дистанції 35 км. Другою з національним молодіжним рекордом України фінішувала Яна Фарина, а Оксана Кулагіна стала третьою.
35 км (чоловіки). У чоловіків з перших метрів дистанції вперед прогнозовано вийшли Ігор Главан та Іван Банзерук. Поступово Главан вийшов вперед, проте розрив був не надто великим, але в Луцьку повторилася та ж ситуація, що й у жовтні в Івано-Франківську. Банзерук, який донедавна не знав що таке дискваліфікації, знову потрапив у зону пітлейн. Після цього Іван вирішив не продовжувати змагання. Здавалося б, перемозі Главана тепер нічого не загрожувало, але проблеми зі здоров'ям дали про себе знати. Кілька разів Ігор уповільнювався і, зрештою, його обійшли майбутні чемпіон Антон Радько та срібний призер Дмитро Собчук. Незабаром Главана наздогнав і обігнав також Андрій Марчук, та коли вже здавалося, що Ігор зійшов з дистанції, він все ж продовжив змагання і таки фінішував третім.
- Чемпіонат України зі спортивної ходьби на 20 кілометрів 2021 був проведений 6 червня в Сумах. Саме після нього мало стати зрозуміло, хто з шести українок, в яких були нормативи, поїде на Олімпійські ігри. І саме він багато в чому мав визначити олімпійську долю чоловіків-скороходів на цій дистанції. Згідно з умовами відбору зі спортивної ходьби на 20 км, на Олімпійські ігри потрапляли чемпіонка й чемпіон України-2021 (при виконанні умов відбору). Ще два атлети — за рейтингом.

20 км (жінки). У жінок шестеро скороходок виконали олімпійські нормативи, тож саме в Сумах для них був вирішальний день. Перші два номери українського рейтинга — Марія Сахарук і Ганна Шевчук — участі в чемпіонаті не брали, і їхня доля впродовж цих майже півтора годин була в руках і ногах суперниць. Адже якби ті пройшли швидше їхнього часу, то Сахарук і особливо Шевчук, яка була другою, залишилися б поза межами олімпійської команди. Надії Боровській поборотися за можливість виступити на четвертих для себе Олімпійських іграх завадив коронавірус. Не брала участі в чемпіонаті й Христина Юдкіна. У неї ще не було нормативу, адже спортсменка змагалася на дистанціях 50 і 35 км, але в Сумах Христина мала намір йти 20-ку. Проте проблеми з м'язами задньої поверхні стегна не дозволили цього зробити. Решта претенденток на участь в Олімпійських іграх була на старті. Людмила Оляновська й Олена Собчук, які посідали четверте й третє місця в рейтингу, відразу вирвалися в лідери. Перші 10 км вихованки Анатолія Соломіна й Володимира Яловика йшли нога в ногу й подолали за 44.30 хв, а це значило, що якщо атлетки в такому ж темпі пройдуть і другу половину дистанції, то час буде швидшим, ніж у Ганни Шевчук (1:29.09). Так продовжувалося до 15 км, а далі Людмила почала відриватися. Олені складно було втримати темп суперниці, хоча з поля зору вона ту не втрачала. І коли, здавалося, перемога вже в кишені в Оляновської і до фінішу залишалося менше кілометра, про себе знову нагадали проблеми зі здоров'ям. Людмилі кілька разів ставало погано, вона зупинялася, але все ж змогла перебороти себе й продовжити дистанцію. Собчук скоротила відставання, проте випередити суперницю не змогла. Оляновська виграла чемпіонат України (1:29.27). Олені Собчук до перемоги не вистачило лише десяти секунд. Вона друга, а результату 1:29.37, на жаль, не вистачило для того, щоб поїхати в Саппоро в числі двох спортсменок за рейтингом. Третьою стала Кадер Дост з Туреччини, а слідом фінішну лінію перетнула Інна Лосєва, для якої це були перші змагання за останні майже два роки. Вона була першою в українській команді, хто виконав олімпійський норматив. А менше року тому Інна народила доньку і вже повернулася до змагань. Надзавдань перед собою ані вона, ані тренер не ставили, розуміючи, що все має йти поступово. Але на першому ж турнірі після тривалої перерви Кашина стала четвертою з результатом 1:36.20.
20 км (чоловіки). У чоловіків на момент старту чемпіонату України олімпійські нормативи були лише в двох атлетів — Едуарда Забуженка й Івана Лосєва. Вони в Сумах не виступали. Ще три атлети боролися за потрапляння на Ігри за світовим рейтингом. Найвище в ньому був Віктор Шумік, другим з українців йшов Сергій Світличний, а третім — Назар Коваленко. Саме ця трійка зі старту й увімкнулася в боротьбу за перемогу. На лідерській позиції атлети змінювали один одного по дистанції, проте ближче до фінішу Назар Коваленко відірвався від суперників. На 18-му кілометрі Віктор Шумік зробив ривок і скоротив відставання, проте ривок виявився засильним. На 19-му кілометрів Віктор знову відстав, але на 20-му зміг зібратися і вкотре наблизився до лідера, проте не обігнати. Коваленко фінішував першим. Шумік був лише в восьми секундах позаду. Стільки ж йому поступився Світличний.
Під час нагородження Людмила Оляновська отримала не лише золото чемпіонату України, а й золото чемпіонату Європи серед молоді. 2013 року вона була другою, але після дискваліфікації росіянки Світлани Васильєвої піднялася на першу сходинку.
- Чемпіонат України зі спортивної ходьби на 35 кілометрів 2021 був проведений 24 жовтня в Івано-Франківську. Надія Боровська й Інна Лосева дебютували на дистанції 35 кілометрів — і з першої спроби виконали нормативи для участі і в чемпіонаті Європи, і в чемпіонаті світу 2022 року. А Надія Боровська ще й встановила рекорд України. Її результат (2:51.59) приніс їй друге місце. Швидше пройшла лише полька Катажина Здзебло (2:50.54). Третьою стала Тамара Гаврилюк, якій також підкорилися нормативи на чемпіонати світу і Європи (2:52.24). Лосева перетнула фінішну лінію четвертою (2:53.33). Змагання серед чоловіків на дистанції 35 км з нормативом для участі в чемпіонаті Європи виграв Назар Коваленко (2:33.17). До нормативу на чемпіонат світу йому не вистачило лише 17 секунд. При цьому Коваленко більше, ніж на три хвилини випередив поляка Якуба Єлонека (2:36.59). Першу трійку замкнув Дмитро Собчук (2:41:04), фінішувавши у чотирьох секундах попереду Антона Радька[14].

#### Чоловіки
| Дисципліни                     | Золото                            | Золото     | Срібло                          | Срібло     | Бронза                            | Бронза     |
| ------------------------------ | --------------------------------- | ---------- | ------------------------------- | ---------- | --------------------------------- | ---------- |
| Ходьба 20 кілометрів (зимовий) | Едуард Забуженко Київська область | 1:23.14    | Іван Лосев Київська область     | 1:24.05    | Назар Коваленко Київська область  | 1:24.54    |
| Ходьба 20 кілометрів           | Назар Коваленко Київська область  | 1:22.20 SB | Віктор Шумік Волинська область  | 1:22.28 SB | Сергій Світличний Сумська область | 1:22.36 SB |
| Ходьба 35 кілометрів (зимовий) | Антон Радько Сумська область      | 2:36.21    | Дмитро Собчук Волинська область | 2:37.01    | Ігор Главан Сумська область       | 2:41.34    |
| Ходьба 35 кілометрів           | Назар Коваленко Київська область  | 2:33.17 PB | Якуб Єлонек Польща              | 2:36.59    | Дмитро Собчук Волинська область   | 2:41.04    |

#### Жінки
| Дисципліни                     | Золото                                 | Золото     | Срібло                              | Срібло        | Бронза                              | Бронза     |
| ------------------------------ | -------------------------------------- | ---------- | ----------------------------------- | ------------- | ----------------------------------- | ---------- |
| Ходьба 20 кілометрів (зимовий) | Ганна Шевчук Івано-Франківська область | 1:29.09    | Людмила Оляновська Київська область | 1:29.53       | Олена Собчук Волинська область      | 1:30.01    |
| Ходьба 20 кілометрів           | Людмила Оляновська Київська область    | 1:29.27 SB | Олена Собчук Волинська область      | 1:29.37 SB    | Кадер Дост Туреччина                | 1:34.40 PB |
| Ходьба 35 кілометрів (зимовий) | Тамара Гаврилюк Житомирська область    | 2:57.26    | Яна Фарина Волинська область        | 3:07.26 NU23R | Оксана Кулагіна Київська область    | 3:16.31    |
| Ходьба 35 кілометрів           | Катажина Здзебло Польща                | 2:50.54    | Надія Боровська Волинська область   | 2:51.59 NR    | Тамара Гаврилюк Житомирська область | 2:52.24    |

### Трейл, гірський біг та крос
- Чемпіонат України з гірського бігу (вгору-вниз) 2021 був проведений 22 травня у Славському[15].
- Чемпіонати України з гірського бігу (вгору) та на довгій дистанції у 2021 не проводилися.
- Чемпіонат України з трейлу 2021 був проведений 10 липня у Славському на дистанціях 40 та 80 км.
- Чемпіонат України з легкоатлетичного кросу 2021 був проведений 29—30 жовтня в Ужгороді. У перший день змагань (29 жовтня) чоловіки й жінки змагалися з бігу на 2 км — дистанції, яка була відбірковою для змішаної естафети на чемпіонат Європи з кросу. Згідно з критеріями відбору, до складу команди потрапляли перші двоє серед чоловіків і жінок. У чоловіків ними стали Роман Ростикус і Володимир Киц. На фініші їх розділила одна секунда (5.43 і 5.44 відповідно). У жінок Анна Міщенко з перших метрів захопила лідерство й по ходу дистанції лиш нарощувала та зміцнювала його. Зрештою, харків'янка впевнено перемогла (6.47). Срібло виграла Наталія Кроль, яка вкотре продемонструвала сильний фініш і зуміла завоювати місце в команді (6.53)[16]. Другий день (30 жовтня) чемпіонату України з кросу подарував глядачам справжню боротьбу за золото й путівку на чемпіонат Європи. Її здобували лише ті, хто дістався фінішу першими. У чоловіків на перемогу на дистанції 10 км претендували Віталій Шафар, Дмитро Сірук та Ігор Гелетій. Дещо раніше від них відстав Василь Коваль. Чим ближчим був фініш, тим сильніше збільшувався й відрив Сірука й Шафара від Гелетія. Зрештою, фінішну лінію першим перетнув Віталій Шафар (31.05). Сірук прибіг у двох секундах позаду, а Гелетій замкнув першу трійку (31.18). У жінок Вікторія Калюжна поступово збільшувала відрив від суперниць і, зрештою, впевнено перемогла, ставши єдиною, хто пробіг 8 км з 29 хвилин (28.55). Другою фінішну лінію перетнула Наталія Легонькова (29.10), яка випередила Дар'ю Михайлову (29.18)[17].

#### Чоловіки
| Дисципліни                                            | Золото                               | Золото  | Срібло                                | Срібло  | Бронза                                  | Бронза  |
| ----------------------------------------------------- | ------------------------------------ | ------- | ------------------------------------- | ------- | --------------------------------------- | ------- |
| Гірський біг (вгору-вниз) 12 км (перепад висот 650 м) | Богдан Добранський Львівська область | 1:00.30 | Олександр Ченікало Львівська область  | 1:00.40 | Станіслав Козак Львівська область       | 1:01.41 |
| Трейл 40 км                                           | Олександр Ченікало Львівська область | 4:13.59 | Сергій Расчупкін Закарпатська область | 4:15.55 | Богдан Добранський Львівська область    | 4:18.46 |
| Трейл 80 км                                           | Андрій Ткачук Закарпатська область   | 8:48.24 | Олександр Скороход Київ               | 9:14.43 | Сергій Попов Київ                       | 9:22.10 |
| Крос 2 км                                             | Роман Ростикус Львівська область     | 5.43    | Володимир Киц Київська область        | 5.44    | Євген Кузнєцов Дніпропетровська область | 5.49    |
| Крос 10 км                                            | Віталій Шафар Волинська область      | 31.05   | Дмитро Сірук Рівненська область       | 31.07   | Ігор Гелетій Івано-Франківська область  | 31.18   |

#### Жінки
| Дисципліни                                           | Золото                            | Золото   | Срібло                               | Срібло   | Бронза                              | Бронза  |
| ---------------------------------------------------- | --------------------------------- | -------- | ------------------------------------ | -------- | ----------------------------------- | ------- |
| Гірський біг (вгору-вниз) 8 км (перепад висот 400 м) | Олена Китиця Житомирська область  | 49.45    | Катерина Долган Чернігівська область | 52.42    | Вікторія Дуткевич Львівська область | 53.49   |
| Трейл 40 км                                          | Поліна Захарова Київ              | 4:53.10  | Валентина Горбань Київ               | 5:18.14  | Софія Прохнавець Київ               | 5:25.47 |
| Трейл 80 км                                          | Юлія Тарасова Одеська область     | 10:45.45 | Олена Хашко Київ                     | 11:22.46 | не вручалась                        |         |
| Крос 2 км                                            | Анна Міщенко Харківська область   | 6.47     | Наталія Кроль Рівненська область     | 6.53     | Наталія Батрак Харківська область   | 6.57    |
| Крос 8 км                                            | Вікторія Калюжна Донецька область | 28.55    | Наталія Легонькова Донецька область  | 29.10    | Дар'я Михайлова Київська область    | 29.18   |

### Шосейний біг
- Чемпіонат України з бігу на 1 милю 2021 був проведений 26 вересня в Чернівцях. До змагань повернулася дворазова чемпіонка Європи з бігу на 800 метрів Наталія Кроль. За час перерви Наталя встигла одружитися й стати мамою. А в Чернівцях учениця Андрія Попеляєва знову нагадала всім, що є однією з найсильніших бігунок на середні дистанції в Україні. Одну милю вона подолала другою (5.23). У п'яти секундах попереду була Анна Міщенко, яка впродовж багатьох років є однією з лідерок країни з бігу на 1500 метрів. Першу трійку замкнула 20-річна Іванна Кух (5.32). Олег Миронець, який приємно радував результатами з бігу на 800 метрів у зимовому сезоні, переміг і з бігу на 1 милю — 4.39. Володимир Киц був лише в одній секунді позаду, ще в одній — Микола Пацула. Загалом, конкуренція у чоловіків була настільки сильною, що в трьох секундах «помістилися» перші п'ять атлетів[18].
- Чемпіонат України з бігу на 10 кілометрів 2021 був проведений 26 вересня у Львові в межах всеукраїнських змагань «Львівська десятка». Перша двійка у чоловіків на фініші була така сама як і за 6 днів до цього на чемпіонаті Укарїни з напівмарафону — Богдан-Іван Городиський був швидшим на 3 секунди за Дмитра Сірука. У жінок перемогу здобула Валерія Зіненко, яка влітку виграла чемпіонат України з бігу на 10000 метрів[19].
- Чемпіонат України з напівмарафону 2021 був проведений 19 вересня в Києві в рамках Київського півмарафону. На старт чемпіонату України вийшли рекордсмени країни Богдан-Іван Городиський і Євгенія Прокоф'єва, які й стали переможцями. При цьому час Городиського (1:03.41) був виконанням нормативу на чемпіонат світу з напівмарафону-2022 (1:04.00). Прокоф'єва не добрала до нормативу 41 секунду (1:14.11 проти 1:13.30)[20].
- Чемпіонат України з марафонського бігу 2021 був проведений 3 жовтня у Білій Церкві в межах Білоцерківського марафону. У змаганнях серед чоловіків чемпіоном України став Ігор Гелетій, який, разом з другим на фініші Віталієм Шафаром, виконав норматив для участі в чемпіонаті Європи-2022[21].
- Чемпіонат України з бігу на 50 та 100 кілометрів 2021 був проведений 19-20 червня в Києві.
- Чемпіонат України з 12-годинного та добового бігу 2021 був проведений 17-18 липня у Вінниці.
- Чемпіонат України з 48-годинного бігу 2021 був проведений 16—18 липня у Вінниці. Результат чемпіона Андрія Ткачука (435,446 км) став новим вищим світовим досягненням з дводобового шосейного бігу. Попереднє (433,095 км) належало з 2008 року греку Янісу Куросу[22]. Під час бігу Ткачук також встановив нові вищі національні досягнення на відмітках 300 км (30:56.56), 200 миль (33:16.07) та 400 км (42:10.00).

#### Чоловіки
| Дисципліни      | Золото                                    | Золото        | Срібло                                      | Срібло     | Бронза                                 | Бронза     |
| --------------- | ----------------------------------------- | ------------- | ------------------------------------------- | ---------- | -------------------------------------- | ---------- |
| 1 миля          | Олег Миронець Чернівецька область         | 4.39 PB       | Володимир Киц Київська область              | 4.40 PB    | Микола Пацула Волинська область        | 4.41 PB    |
| 10 кілометрів   | Богдан-Іван Городиський Київ              | 29.13         | Дмитро Сірук Рівненська область             | 29.16      | Василь Коваль Житомирська область      | 29.32      |
| Напівмарафон    | Богдан-Іван Городиський Київ              | 1:03.41 SB    | Дмитро Сірук Рівненська область             | 1:04.32 PB | Микола Нижник Київ                     | 1:04.43 SB |
| Марафон         | Ігор Гелетій Івано-Франківська область    | 2:13.00       | Віталій Шафар Волинська область             | 2:14.16    | Ігор Олефіренко Київська область       | 2:19.29    |
| 50 кілометрів   | Олександр Кодак Полтавська область        | 3:14.02       | В'ячеслав Олішевський Житомирська область   | 3:14.48    | Ігор Панченко Сумська область          | 3:17.09    |
| 100 кілометрів  | Назарій Гнат Київ                         | 7:50.38       | Андрій Камінський Івано-Франківська область | 8:01.59    | Олексій Олексієнко Київ                | 8:20.44    |
| 12-годинний біг | В'ячеслав Олішевський Житомирська область | 130,993 км    | Віталій Степанчук Київська область          | 125,223 км | Дмитро Міхєєв Дніпропетровська область | 124,678 км |
| Добовий біг     | Орест Малованюк Чернівецька область       | 210,257 км    | Сергій Черемисін Вінницька область          | 196,209 км | Тарас Христенко Київ                   | 190,735 км |
| 48-годинний біг | Андрій Ткачук Закарпатська область        | 435,446 км WB | Сергій Ведмицький Чернігівська область      | 307,759 км | Дмитро Краснов Одеська область         | 301,940 км |

#### Жінки
| Дисципліни      | Золото                           | Золото     | Срібло                                        | Срібло     | Бронза                                  | Бронза     |
| --------------- | -------------------------------- | ---------- | --------------------------------------------- | ---------- | --------------------------------------- | ---------- |
| 1 миля          | Анна Міщенко Харківська область  | 5.18 PB    | Наталія Кроль Рівненська область              | 5.23 PB    | Іванна Кух Волинська область            | 5.32 PB    |
| 10 кілометрів   | Валерія Зіненко Київська область | 33.18 PB   | Євгенія Прокоф'єва Київ                       | 34.31 PB   | Олена Китиця Житомирська область        | 35.46 PB   |
| Напівмарафон    | Євгенія Прокоф'єва Київ          | 1:14.11 SB | Дар'я Михайлова Київська область              | 1:16.24 SB | Олександра Олійник Миколаївська область | 1:22.17 SB |
| Марафон         | Марина Немченко Донецька область | 2:35.31    | Тетяна Гамера Київська область                | 2:40.54    | Наталія Семенович Київська область      | 2:42.10    |
| 50 кілометрів   | Марина Шаповалова Київ           | 3:55.49    | Вероніка Калашникова Харківська область       | 3:59.33    | Леся Аліна Полтавська область           | 4:09.08    |
| 100 кілометрів  | Олена Шевченко Одеська область   | 8:29.44    | Вікторія Ніколаєнко-Брянцева Київська область | 8:46.09    | Ірина Згурська Київ                     | 9:49.33    |
| 12-годинний біг | Тамара Ігуш Полтавська область   | 104,439 км | Оксана Ксюхіна Одеська область                | 103,397 км | Оксана Фурлет Житомирська область       | 79,818 км  |
| Добовий біг     | Вікторія Ніколаєнко Київ         | 190,529 км | Валентина Ковальська Миколаївська область     | 180,424 км | Альона Артем'єва Миколаївська область   | 171,163 км |
| 48-годинний біг | Ольга Стадник Львівська область  | 236,063 км | Світлана Самаріна Київ                        | 211,213 км | Ірина Петренко Київська область         | 206,194 км |

## Онлайн-трансляції
Федерація легкої атлетики України та інші здійснювали вебтрансляції основного та окремих інших чемпіонатів на власних YouTube-каналах:
- Основний чемпіонат:
  -  День 1 (ранкова сесія) на YouTube
  -  День 1 (вечірня сесія) на YouTube
  -  День 2 (ранкова сесія) на YouTube
  -  День 2 (вечірня сесія) на YouTube
  -  День 3 на YouTube
- Інші чемпіонати:
  -  Спортивна ходьба (зимовий) на YouTube
  -  Біг на 10 000 метрів на YouTube
  -  Спортивна ходьба на 20 км на YouTube
  -  48-годинний біг на YouTube
  -  Спортивна ходьба на 35 км на YouTube
  -  Крос (день 1) на YouTube
  -  Крос (день 2) на YouTube

## Фотозвіти
Федерація легкої атлетики України на власній сторінці у мережі «Facebook» розміщувала детальні фотозвіти про окремі чемпіонати:
- спортивна ходьба (зимовий), частина 1
- спортивна ходьба (зимовий), частина 2
- гірський біг (вгору-вниз)
- спортивна ходьба (20 км)
- основний чемпіонат (день 1)
- основний чемпіонат (день 2)
- основний чемпіонат (день 3)